# Deviz
Devizul reprezintǎ evaluarea anticipatǎ și amănunțită a cheltuielilor necesare pentru executarea unei lucrări proiectate. Printre cele mai obișnuite sunt devizele pentru proiecte în construcții, dar și pentru lucrări de reparații la automobile.